# スーパーノヴァ (2020年の映画)
『スーパーノヴァ』（Supernova）は2020年のイギリスのドラマ映画。監督はハリー・マックイーン、出演はコリン・ファースとスタンリー・トゥッチなど。20年の歳月をともにしてきたゲイカップルが思いがけず早く訪れた最後の時間に向き合う姿を、イギリスの湖水地方の美しい風景とともに描いたヒューマンドラマ。

## ストーリー
サムは20年来のパートナー、タスカーを連れて思い出の地や友人たちを訪ねる旅に出ることにした。サムはタスカーと一緒に楽しい時間を過ごせるものと思っていたが、旅を通して「タスカーが全てを忘れてしまう日はそう遠くない将来にやってくる」という残酷な現実を今まで以上に突きつけられることになった。

## キャスト
※括弧内は日本語吹替。
- サム: コリン・ファース（井上和彦） - ピアニスト。
- タスカー: スタンリー・トゥッチ（伊藤和晃） - 作家。
- リリー: ピッパ・ヘイウッド（英語版）（松岡洋子） - サムの姉。
- クライブ: ピーター・マックイーン - リリーの夫。
- シャーロット: ニナ・マーリン（川上ひろみ）
- ポール: イアン・ドライズデイル
- スー: サラ・ウッドワード（英語版）
- ティム: ジェームズ・ドレイファス

## 製作
2019年10月13日、コリン・ファースとスタンリー・トゥッチがハリー・マックイーン監督の新作映画に出演することになったと報じられた。なお、本作の主要撮影は9月の時点で始まっており、10月下旬に終了した。2020年9月9日、キートン・ヘンソンが本作で使用される楽曲を手がけるとの報道があった。2021年1月29日、レイクショア・レコーズが本作のサウンドトラックを発売する予定である。

## 公開・マーケティング
2020年9月22日、本作はサン・セバスティアン国際映画祭でプレミア上映された。同日、本作のオフィシャル・トレイラーが公開された。10月9日、ブリーカー・ストリートが本作の全米配給権を獲得したと報じられた。

## 評価
本作は批評家から高く評価されている。映画批評集積サイトのRotten Tomatoesには40件のレビューがあり、批評家支持率は90%、平均点は10点満点で7.8点となっている。サイト側による批評家の見解の要約は「コリン・ファースとスタンリー・トゥッチの素晴らしい演技のお陰で、『スーパーノヴァ』は「人間は必ず死ぬ」という運命を受け入れることに伴う悲哀・喪失を切実な形で描き出せた。」となっている。また、Metacriticには4件のレビューがあり、加重平均値は68/100となっている。